# عشه (روستا)
 عشه  به عربی ( العَشَة )، روستایی است در دهستان حجح از توابع استان مأرب در کشور یمن در شبه جزیره عربستان.

## جمعیت
جمعیت آن ( ۸۰) نفر (۶ خانوار) می‌باشد.